# Ochyroceratidae
Ochyroceratidae là một họ nhện gồm 159 loài được xếp vào 14 chi.

## Phân loại
Xem Danh sách các loài trong họ Ochyroceratidae.